# 日本勸業銀行
株式会社日本勸業銀行，简称“勸銀”，是日本一家特殊銀行、普通銀行。现为瑞穗银行的前身之一。

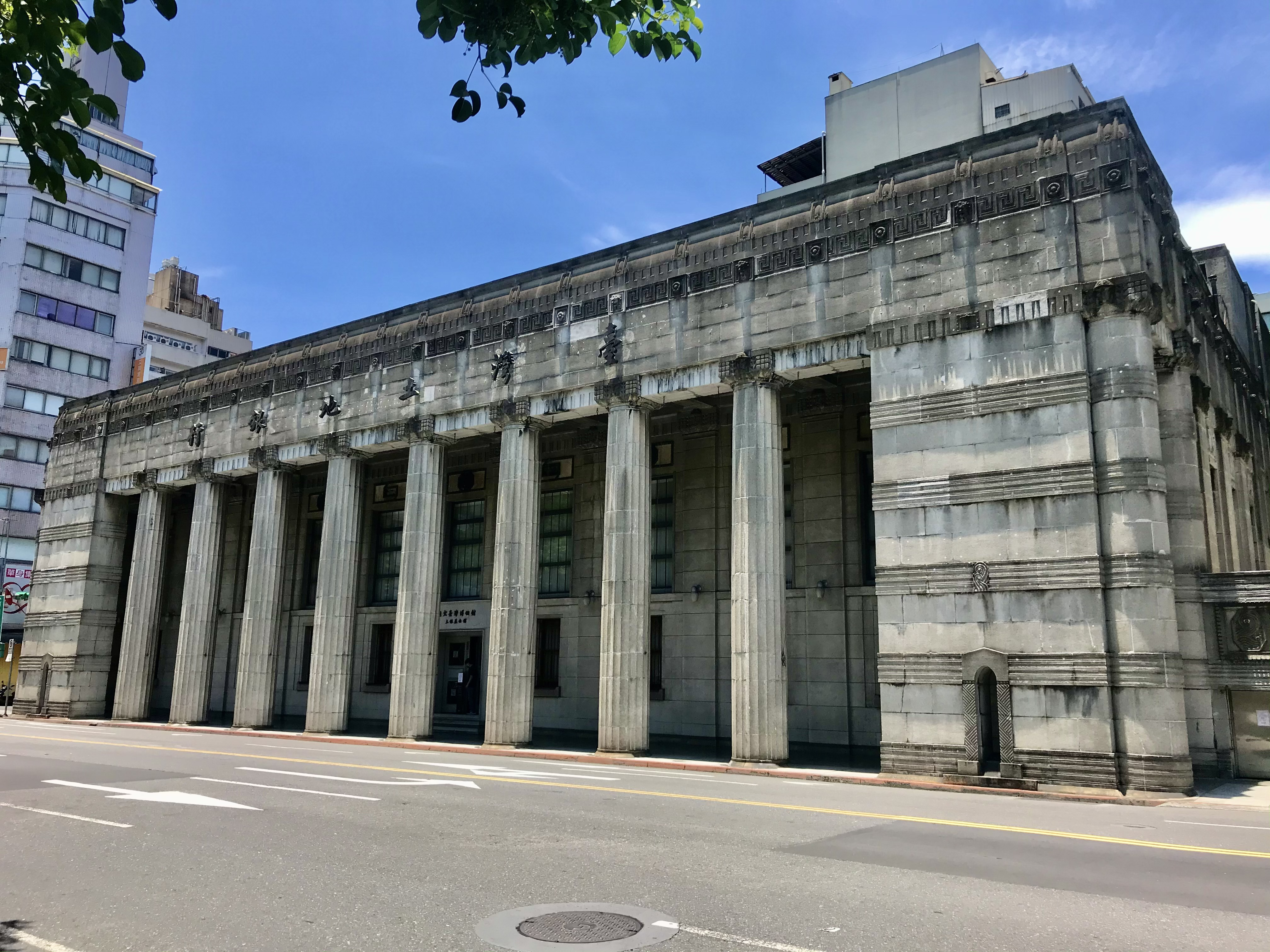
臺北勸業銀行舊廈

## 历史
1896年根据前田正名提出的“主要意见”提议促进農工業改良提供長期融資为目的之《日本勸業銀行法》（勸銀法）被国会通过。1897年（明治30年）成立日本勸業銀行，主要关注与农业密切相关的轻工业，如蚕业、纺织品和食品。日俄战争前迅速发展起来的炼钢、造船和电力等重工业被排除在外。各地的農工銀行成了事实上的下级。
1950年，废除了《日本勸業銀行法》，由特殊銀行转为普通銀行。之后，符号被设置为玫瑰花，公司颜色设置为玫瑰红色。
1971年（昭和46年）日本勸業銀行与第一銀行 (日本)合併为第一勸業銀行。